# Église Saint-Louis-Bertrand de Rincon
L'église Saint-Louis-Bertrand (en papiamento : Parokia San Luis Beltran)  est une église catholique, située à Rincon, à Bonaire, dans les Petites Antilles.

## Historique
L'église Saint-Louis-Bertrand suit le rite latin et dépend du diocèse de Willemstad, localisé à Curaçao. Elle a été dédiée en l'honneur de saint Louis Bertrand, un Dominicain, canonisé par le pape Clément X, en 1691.

## Architecture
L'église Saint-Louis-Bertrand est décorée de jaune et de blanc et comporte une représentation de saint Louis à côté de l'entrée principale et une à côté du clocher.